# Dinghuis

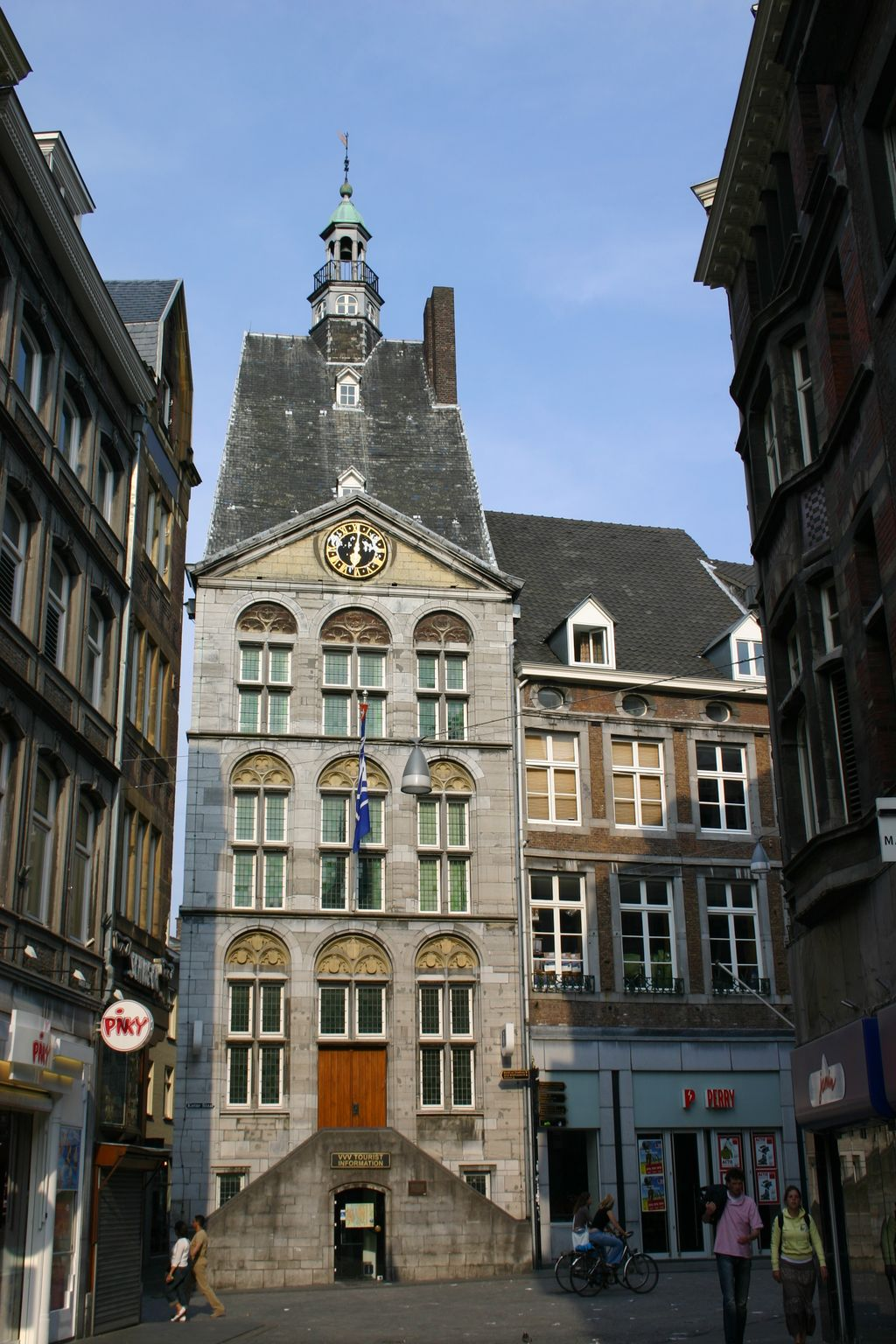
La Dinghuis

La Dinghuis (Maison du Ding) est un bâtiment du centre-ville de Maastricht (Pays-Bas) construit à la fin du XVe siècle.
Il est de style gothique. La façade nord à colombages a été construite vers 1470. La façade principale en pierre de Namur présente un fronton avec une grande horloge. Sur la haute toiture se trouve une tour autrefois utilisée comme tour de guet.
Le Dinghuis avait principalement des fonctions administratives et juridiques (un ding/thing est une assemblée juridique). Dans les caves se trouvaient des geôles pour les prisonniers. Le Dinghuis a également servi de théâtre en 1713. Aujourd'hui, il abrite l'office de tourisme de la ville.